# Gianfranco Chessa (politico)
Gianfranco Chessa (Marciana Marina, 11 agosto 1940 – Novi Ligure, 20 gennaio 2019) è stato un politico italiano.

## Biografia
Avvocato ed esponente della Democrazia Cristiana, è per diversi anni consigliere comunale a Novi Ligure (e vicensindaco dal 1985 al 1990). È stato anche dirigente della Usl 73.
Candidato alle elezioni politiche del 1987, non risulta eletto: nel marzo 1991 diventa però senatore, dopo la morte di Carlo Donat-Cattin; rimane in carica a Palazzo Madama fino al termine della Legislatura, nell'aprile 1992. Dopo lo scioglimento della DC, nel 1994 aderisce a Forza Italia.
Dal 1999 al 2010 è Direttore generale della Provincia di Vercelli.
È morto a Novi Ligure il 20 gennaio 2019 a 78 anni.